# Amilcare Ponchielli
Amicare Ponchielli (phát âm tiếng Ý: [aˈmilkare poŋˈkjɛlli]; 1834-1886) là nhà soạn nhạc, nghệ sĩ đàn organ, nhạc trưởng, nhà sư phạm người Ý thuộc thời kỳ Lãng mạn. Ông nổi tiếng với Vũ điệu của thời gian trong vở opera La Gioconda.

## Cuộc đời và sự nghiệp
Amicare Ponchielli sinh ngày 31 tháng 8 năm 1834, tại Paderno, gần Cremona. Ông học nhạc tại Nhạc viện Milan, tốt nghiệp môn organ. Sau đó, ông là chỉ huy dàn nhạc ở Cremona. Những năm tiếp theo, ông trở thành giáo sư Nhạc viện Milan. Học trò của ông có Puccini, Mascagni. Đồng thời ông còn là người chỉ đạo dàn hợp xướng cappella nhà thờ lớn ở Bergamo. Vở opera La Gioconda trở nên nổi tiếng thế giới. ông qua đời vào năm 1886 tại Milan.

## Các tác phẩm
Ông đã sáng tác 10 vở opera, đáng chú ý có Lễ đính hôn (1872), La Gioconda(1876); 2 vở ballet; cantata chào mừng Donizetti (1875); những tác phẩm âm nhạc nhà thờ; hành khúc tang lễ 29 tháng 5 tưởng niệm Manzoni.